# Whitfieldiellus variegatus
Whitfieldiellus variegatus är en stekelart som först beskrevs av Marsh 1993.  Whitfieldiellus variegatus ingår i släktet Whitfieldiellus och familjen bracksteklar. Inga underarter finns listade i Catalogue of Life.